# Aire d'attraction de Lausanne (partie française)
L'aire d'attraction de Lausanne (partie française) est un zonage d'étude défini par l'Insee pour caractériser l’influence de la commune de Lausanne sur les communes françaises environnantes.

## Définition
L'aire d'attraction d'une ville est composée d’un pôle, défini à partir de critères de population et d’emploi ainsi que d’une couronne constituée des communes dont au moins 15 % des actifs travaillent dans le pôle. Le pôle d’attraction constitue ainsi un point de convergence des déplacements domicile-travail,.

## Géographie
L’aire d'attraction de Lausanne (partie française) est la partie française d'une aire internationale qui comporte 3 communes dans la Haute-Savoie.

### Composition communale
| Catégorie               | Département  | Communes | Communes                                       |
| Catégorie               | Département  | Nombre   | Libellé                                        |
| ----------------------- | ------------ | -------- | ---------------------------------------------- |
| Communes de la couronne | Haute-Savoie | 3        | Évian-les-Bains, Maxilly-sur-Léman, Neuvecelle |

## Démographie
Cette aire est catégorisée dans les aires de 200 000 à moins de 700 000 habitants, une catégorie qui regroupe 23,6 % de la population au niveau national,.